# Ferdinand Carré

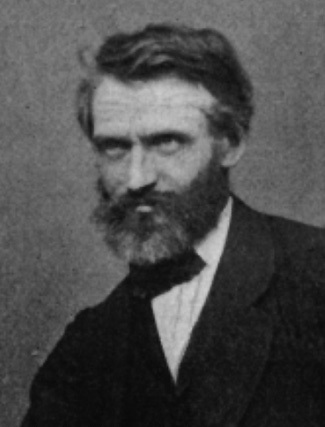
Ferdinand Carré

Ferdinand Philippe Edouard Carré, född 1824, död 1900, var en fransk ingenjör och uppfinnare. Han var föregångsman för den moderna kyltekniken. 1860 byggde han det första (kontinuerliga) absorptionskylskåpet, oberoende av Charles Tellier.

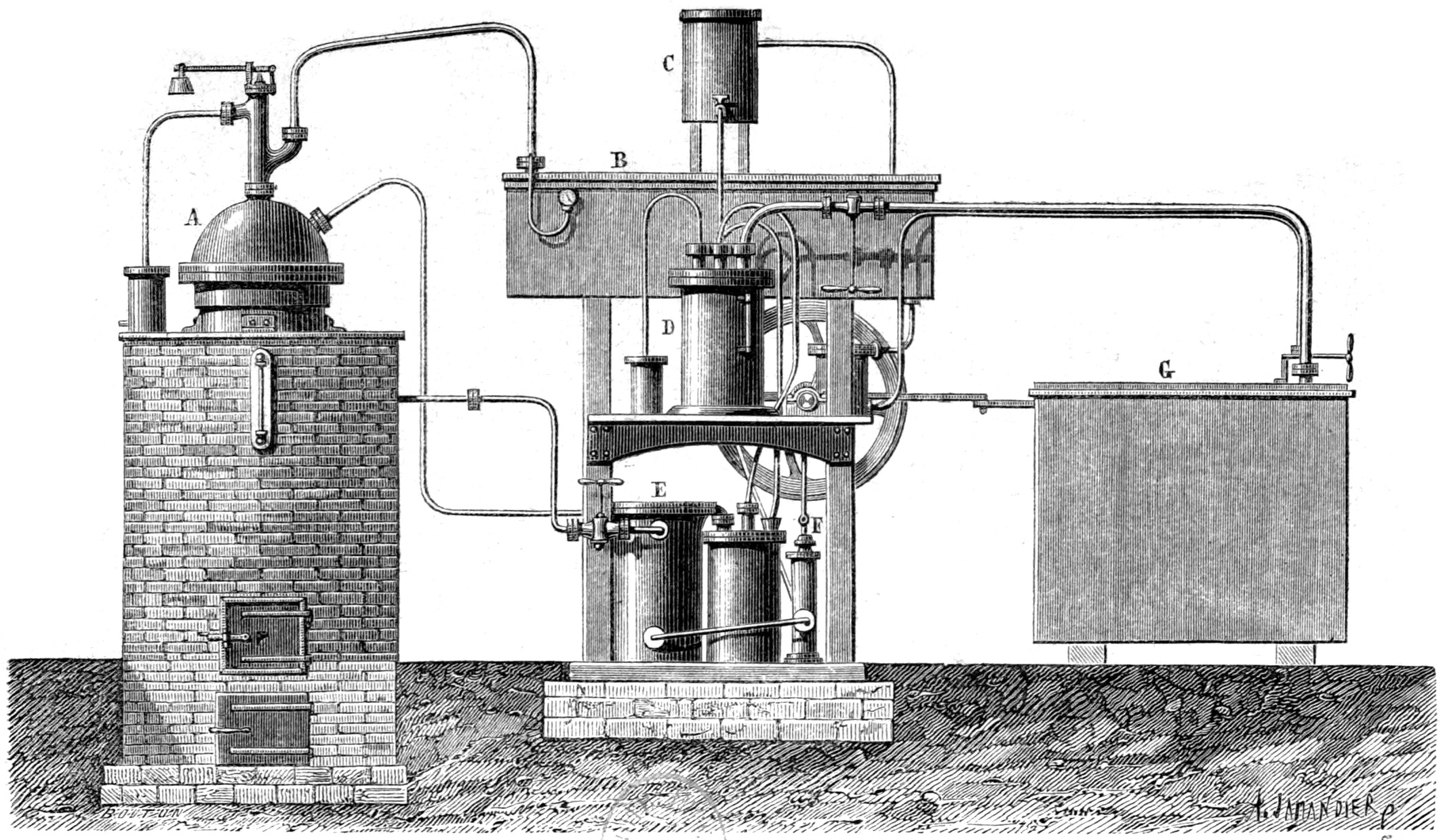
Utrustning för framställning av is - Carré projektet